# 루벤 스터다드
루벤 스터다드(Ruben Studdard, 1978년 9월 12일~)는 미국의 기록적 인기를 자랑하는 오디션 프로그램 아메리칸 아이돌의 시즌 2의 우승자로, R&B 가수이다.
그 큰 체구와 인품으로 인해「빌로드 테디 베어」라는 애칭으로 사랑받고 있다.

## 바이오그라피
독일 프랑크푸르트에서 출생한 그는 어린 시절 일가족과 함께 미국 앨라배마주 버밍햄에 이주하였고 어린 시절부터 현지 교회에서 가스펠을 노래하고 있었다. 또한 미식축구 선수로 장학금을 받아 앨라배마 A&M대학(Alabama Agricultural and Mechanical University)에 진학하기도 했다.
2002년에 현지 버밍햄에서 활동하고 있던 Just A Few Cats라는 이름의 밴드의 싱어로서 활동을 개시해, 여기서부터 가수로서의 캐리어를 시작한다.
2003년에는 오디션 프로그램 아메리칸 아이돌에 출장, 심사위원이자 R&B 가수인 글라디스 나이트부터 크게 칭찬받는 등 주목 대상이 된다. 최종 전형에서는 2위인 클레이 에이켄에게 큰 차이를 내며 승리, 2003년에 데뷔하여 데뷔곡 Flying Without Wings(전미 싱글 차트 2위)를, 다음 2004년에는 Sorry 2004'(전미 싱글 차트 9위)를 각각 히트 시키고 있다.

## 디스코그라피
- Soulful(2003）
- I Need an Angel(2004）
- The Return(2006）
- Love Is(2009)